# Parabole du filet

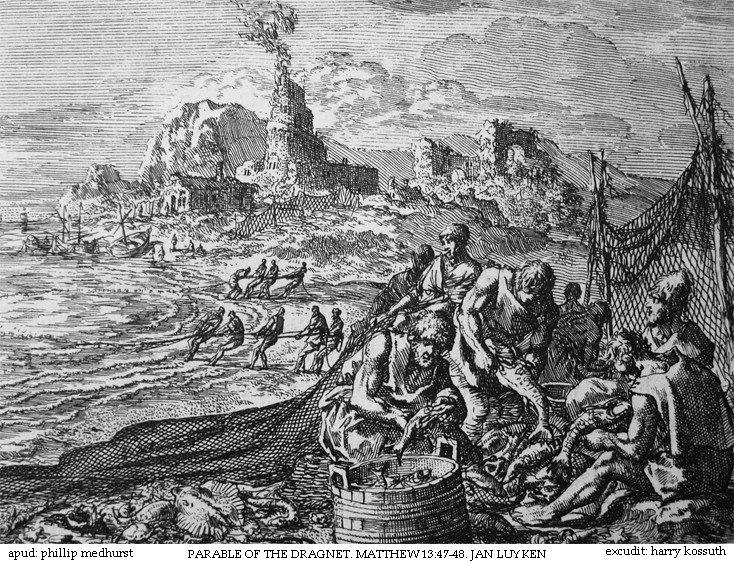
Une gravure de Jan Luyken illustrant cette parabole, Bible Bowyer.

La parabole du Filet est une métaphore sur la fin des temps et la sélection des âmes. Cette parabole est la septième et dernière de Matthieu 13 qui commence par la parabole du semeur. Elle suit directement celle de de la perle, qui parle du Royaume de Dieu. Ainsi, elle relie le Royaume au Jugement dernier, autrement dit la séparation entre l'enfer et le ciel révélé. Dans l'évangile de Thomas, elle est appelée la parabole du pêcheur.

## Texte
« Le Royaume des cieux est encore semblable à un filet jeté dans la mer et ramassant des poissons de toute espèce.
Quand il est rempli, les pêcheurs le tirent ; et, après s'être assis sur le rivage, ils mettent dans des vases ce qui est bon, et ils jettent ce qui est mauvais. Il en sera de même à la fin du monde. Les anges viendront séparer les méchants d'avec les justes, et ils les jetteront dans la fournaise ardente, où il y aura des pleurs et des grincements de dents. »

— Louis Segond, traduction d'après la Bible , Évangile selon Matthieu chapitre 13, versets : 47 à 50

## Interprétation
Selon l'homélie 11, paragraphe 4, de Grégoire le Grand, l'église est comparée au filet qui pêche tout homme ; le rivage est la fin des temps ; les pêcheurs, les anges de l'église trient les bons poissons, c'est-à-dire les bonnes âmes des mauvaises. Saint-Grégoire le Grand dans son homélie laisse de l'espoir en précisant qu'il est encore temps de réfléchir même une fois pris dans le filet.